# 井崎孝
井崎 孝（いざき たかし、1960年 - ）は、日本の実業家、キヤノンプロダクションプリンティングシステムズ株式会社代表取締役社長。

## 人物・経歴
1960年、神奈川県生まれ。1983年3月、立教大学社会学部卒業。同年4月キヤノン販売株式会社（現・キヤノンマーケティングジャパン株式会社）に入社。同社ビジネスソリューションカンパニーＭＡ販売事業部で、流通サービスソリューション営業部長、ＭＡ事業推進部長、電機パートナー営業本部長、電機・情報営業本部長、製造営業本部長などを歴任。2018年1月からキヤノンプロダクションプリンティングシステムズ取締役、2018年3月、同社代表取締役社長に就任。